# 立信会计出版社
立信会计出版社是中華人民共和國上海市的一家出版社，由上海立信会计金融学院主辦，該出版社1941年6月1日由潘序伦与邹韬奋於重庆創辦，1945年第二次中日戰爭結束後迁至上海。1956年併入新知識出版社。1986年9月恢復立信会计出版社。

## 外部連結
- 官方网站